# René Broekhuyse
Catharinus Johannes Maria (René) Broekhuyse (Amsterdam, 9 oktober 1939) is een Nederlands natuurgeneeskundige en voormalig arts. Hij stelt diagnoses met onder ander de Vegatest en behandelt patiënten op basis daarvan met middelen zoals sacharose. Broekhuyse verloor zijn bevoegdheid als arts na het overlijden van actrice Sylvia Millecam aan borstkanker en kreeg een voorwaardelijke gevangenisstraf van 6 weken. Hij werd in 2007 uit het BIG-register geschrapt. Door de Vereniging tegen de Kwakzalverij wordt Broekhuyse als kwakzalver aangeduid. Volgens het televisieprogramma Undercover in Nederland hield hij in 2017 kankerpatiënten weg bij het ziekenhuis en liet hij operaties die het leven van de patiënt konden redden, uitstellen.

## Biografie
Broekhuyse studeerde aan Universiteit Utrecht en werd in 1971 basisarts. Hij was volgens eigen zeggen gedurende 25 jaar verzekeringsarts. Hij zag in die periode volgens de website van zijn praktijk 200.000 patiënten.
Rond 1975 werkte Broekhuyse bij de Koningshof in Haarzuilens, waar patiënten met multiple sclerose werden behandeld met vasolastine. De Koningshof werd geleid door de heer J. Agterberg, eerder werkzaam bij een accountantskantoor. Broekhuyse vertrok met ruzie bij de Koningshof en startte een eigen kliniek in Haarzuilens, waar hij MS patiënten ging behandelen met een combinatie van enzymen, vitaminen en mineralen.
In 1985 gaf hij in zijn kliniek in Haarzuilens een lezing over chelatietherapie bij bloedvatvernauwing, een controversiële toepassing voor deze aandoening. In 1987 trad hij daarmee op in het televisieprogramma Rondom 10.
In 1995 noemde Broekhuyse zich homeopaat en vermeldde hij in een interview dat hij een oplossing had voor het junglesyndroom, dat mogelijk veroorzaakt zou worden door het anti-malariamiddel Lariam. Met elektro-acupunctuur en de Vegatest (zie hieronder) zei hij giftige stoffen te kunnen aantonen.
In 2007 verloor hij zijn bevoegdheid als arts naar aanleiding van zijn rol bij de behandeling van actrice Sylvia Millecam, die aan borstkanker overleed. Na het verlies van zijn bevoegdheid ging Broekhuyse door als natuurgeneeskundige. Eerst werkte hij door in Haarzuilens en sinds ongeveer 2011 in de praktijk "De Nieuwe Ham" in De Meern.

## Vegatest en Ultra Moleculaire Frequentie test
Bij zijn werk als arts en later als natuurgeneeskundige gebruikt Broekhuyse de Vegatest, afkorting van "vegatieve [sic] reflextest". Volgens de Vereniging tegen de Kwakzalverij is de interpretatie van de resultaten van deze test "de grootse flauwekul". Broekhuyse ontwikkelde de test omdat hem bleek dat het moeilijk is om een goede diagnose te stellen, hetgeen met de Vegatest wel mogelijk zou zijn.
De test lijkt te bestaan uit een klein stroompje van 5 microampère dat door het losmazig bindweefsel wordt gestuurd. Dit bindweefsel is onder andere onder de huid aanwezig. Het bindweefsel reageert met een lichte verkramping die niet door de persoon zelf waarneembaar is. Deze verkramping wordt op de website van Broekhuyse beschreven als een oerbeschermingsreflex. Door de verkramping zou de elektrische weerstand toenemen met 40%. Ook worden met de Vegatest kleine elektromagnetische trillingsverschillen getest. Daarmee zou gemeten kunnen worden wat het lichaam nodig heeft en zou ook een therapie voor de gevonden afwijking opgesteld kunnen worden.
Ook wordt in de praktijk van Broekhuyse de ‘Ultra Moleculaire Frequentie test methodiek’ gebruikt. Daarmee zou men kunnen achterhalen welke (primitieve) bacteriën het gezonde frequentiepatroon in het lichaam verstoren. Er wordt tevens scholing aangeboden in deze methodiek. Bij de praktijk kunnen ook testkits besteld worden, zoals de DNH Testkit 3, die bedoeld lijkt te zijn voor onder andere de behandeling van een tumor.

## Foute diagnose hersentumor 1997
In 1997 constateerde Broekhuyse op basis van de Vegatest bij twee patiënten dat zij een hersentumor zouden hebben, hetgeen onjuist was. Na een procedure werd hij door het medisch tuchtcollege voor een half jaar als arts geschorst.

## Behandeling van Sylvia Millecam tot 2001
Broekhuyse was een van de artsen die Sylvia Millecam als patiënt had. Bij haar was in 1999 borstkanker geconstateerd, waaraan zij in 2001 overleed. Broekhuyse was van mening dat zij geen borstkanker had, maar een ontsteking. Hij behandelde haar met twee niet-geregistreerde middelen. In 2006 werd hij, gezien ook de vorige schorsing, door het Medisch Tuchtcollege in Amsterdam definitief uit zijn beroep gezet.
Daarnaast liep er een strafzaak, die in hoger beroep in 2013 tot een uitspraak van de Hoge Raad leidde. Volgens die uitspraak had Broekhuyse - net zoals een andere behandelaar Jos Koonen - er voor moeten zorgen dat Millecam de benodigde reguliere medische en palliatieve zorg kreeg, ook al wees zij die zelf af. Bovendien had Broekhuyse volgens de Hoge Raad kunnen weten dat de werking van zijn behandelwijze nooit wetenschappelijk was aangetoond. Met de uitspraak van de Hoge Raad werd de eerder al opgelegde voorwaardelijke gevangenisstraf van 6 weken definitief.

## Mexicaanse griep 2009
In 2009 bood Broekhuyse een middel aan, "Grip op griep" genoemd, dat immuniteit zou bieden tegen de toen heersende Mexicaanse griep.

## Reclame voor behandeling met suiker in 2013
In 2013 was er een relletje toen Broekhuyse optrad in het TV programma Life is Beautiful op RTL 4 om daar reclame voor zijn behandeling van het chronischevermoeidheidssyndroom en de ziekte van Lyme te maken. In de uitzending stelde hij deze ziektes te kunnen genezen met korreltjes suiker, door hem aangeduid met de term sacharose. Later gaf RTL 4 aan het optreden van Broekhuyse te betreuren. De omroep had weinig invloed op de inhoud, omdat het programma werd gefinancierd met behulp van sponsors.

## Q-koorts 2017
Broekhuyse biedt ook een behandeling aan tegen Q-koorts met een zelf-ontwikkeld middel, coxiel, dat zou werken tegen de ‘primitieve bacteriën’ die volgens hem Q-koorts veroorzaken. Hij bood in 2017 in een brief aan het Rijksinstituut voor Volksgezondheid en Milieu aan om Q-koorts te behandelen. Het RIVM ging niet op het aanbod in, omdat er onder andere geen enkele aanwijzing is voor de bewering van Broekhuyse dat Q-koorts van mens op mens overdraagbaar zou zijn.

## Undercover-actie 2017
Broekhuyse kwam opnieuw in opspraak na een televisie-uitzending van Undercover in Nederland van Alberto Stegeman op 5 maart 2017. Een bestuurslid van de Vereniging tegen de Kwakzalverij, Catherine de Jong, was met een verborgen camera naar Broekhuyse gegaan. Zij vertelde dat er bij haar een diagnose was gesteld van een niet uitgezaaide tumor in de lever, die goed te opereren zou zijn. Maar zij vertelde Broekhuyse ook dat "ze niet zo zat te wachten op een operatie". In de uitzending was te zien hoe Broekhuyse met een Vegatest constateerde dat er geen tumor was, maar wel infecties. De Jong kreeg "biobiotica" voorgeschreven die zij zeven weken moest innemen. Dan zou volgens Broekhuyse 'het beestje' er wel uit zijn. Naar aanleiding van de uitzending diende Undercover in Nederland een klacht tegen Broekhuyse in bij de Inspectie voor de Gezondheidszorg.
De inspectie stelde dat alternatieve natuurgeneeskunde legaal is. Echter, een patiënt mag niet weggehaald worden bij de reguliere zorg. Hoewel Broekhuyse in 2013 een voorwaardelijke gevangenisstraf van zes weken kreeg vanwege een misleidende behandeling met de Vegatest, kon de inspectie daar nu niet meer tegen ingrijpen, omdat Broekhuyse geen arts meer is.
Hierop eiste de advocaat van Broekhuyse van de Vereniging tegen de Kwakzalverij dat zij twee artikelen van hun website zou verwijderen, omdat Broekhuyse daarin ten onrechte beschuldigd zou worden van kwakzalverij. Tot december 2019 zijn die artikelen niet verwijderd.

## Klacht Elkerliek Ziekenhuis 2017
In mei 2017 diende het Elkerliek Ziekenhuis in Helmond ook een klacht in bij de inspectie tegen Broekhuyse. Een inmiddels overleden patiënt was vijf jaar behandeld door Broekhuyse, die een diagnose: “seniele dementie met bacteriële infectie als oorzaak” had gesteld. De patiënt kreeg hiervoor in 2016 L-Naan-korrels voorgeschreven, volgens de klacht van het ziekenhuis een op flauwekul gebaseerde behandeling. Ook deze klacht was voor de inspectie geen reden voor nader onderzoek naar mogelijke risico’s voor de patiëntveiligheid.

## Behandeling 2018
Broekhuyse schrijft in 2018 ter behandeling middelen voor die bestaan uit:
- Plantenfrequenties.
- Edelsteenfrequenties.
- Frequenties vanuit allerlei grondstoffen.

Deze behandelingen zouden zo samengesteld worden dat er een optimale resonantie met het lichaam optreedt, en daarmee werkzaam zijn tegen een afwijkend frequentiepatroon van de zieke mens of een ziek dier.

## Coronapandemie 2020/2021
In 2020 richtte Broekhuyse zich op de coronapandemie. Hij beweerde dat mensen voldoende immuniteit op konden bouwen met Cor V. De ingrediënten van Cor V: waren opnieuw sacharose, ditmaal met ultramoleculaire frequenties. Tijdens deze periode ontving de Inspectie Gezondheidszorg en Jeugd meerdere meldingen of klachten over Broekhuyse. Op een melding van de webredactie van de Vereniging tegen de Kwakzalverij deelde IGJ mee dat er geen aanleiding was om actie te ondernemen, omdat Broekhusye geen claim zou doen op genezing door gebruik van de suikerkorrels Cor V.

## Boeken
- 1960 - Impact -Van meteoriede implosie tot bacterioide implosie.[28]
- 1999 - Vluchten kan niet meer; beter worden, beter blijven, leidraad voor gezondheid in de 21ste eeuw.[29]